# XXIII. János (ellenpápa)
XXIII. János, eredeti nevén Baldassare Cossa (Procida, 1370 körül – Firenze, 1419. december 22.) a római katolikus egyház történetének harmincötödik ellenpápája. A nyugati egyházszakadás utolsó felvonásában János volt egy időben a harmadik pápája a katolikus egyháznak, ugyanis a két pápát hatalmától megfosztó pisai zsinaton az egyházi klérus jelentős részét tömörítő gyűlés V. Sándort választotta meg pápának. 1410-ben azonban Sándor meghalt, és a krónikák igen homályosan írnak János szerepéről a váratlan halálesetben.

## Pályafutása a pisai trón előtt
Családja a nápolyi nemesek köréhez tartozott, de a hajdan virágzó családhoz nem volt kegyes a történelem, és az Anjou-ház két ága közötti trónharcok során a Cossa család vagyontalanná és kegyvesztetté vált, de címét megtarthatta. Ezért Baldassare szülei úgy döntöttek, hogy gyermeküket katonának adják. Az ifjú nápolyi nemes későbbi pontifikátusára is jelentős hatással volt katonai képzettsége. Burckhardt tudósításaiból felsejlik a harcos Baldassare képe, ugyanis ez a forrás megemlíti, hogy az ifjú Cossa kalózként vett részt az Anjouk Nápolyért folyó harcaiban. De Baldassare inkább politikus alkat volt, és vezető, mint egyszerű katona. Ezért egy huszáros vágással az egyház szolgálatába lépett. Hatalmas erőfeszítéssel bekerült a bolognai egyetem jogi karára, ahol kiváló teljesítménnyel szerzett doktori elismerést. A kiváló diplomáciai érzékkel rendelkező Baldassare 1402. február 27-én IX. Bonifáctól megkapta diakónusi jogon a bíborosi címet. A Sant'Eustachio-templom bíborosa lett. 1403. március 17-én a római pápa megbízására Bolognába utazott, ahol alkalma nyílt megmutatni vezetői képességeit. Baldassare kiválóan rendezte az egyházmegye pénzügyeit, és igazi uralkodóként irányította a várost és környékét. De a korabeli tudósítások egyaránt beszámolnak arról is, hogy Baldassare túlságosan ambiciózus, erőszakos és erkölcstelen uralmat gyakorol.
XII. Gergely trónra lépése után a párizsi egyetemről kigyűrűző tanítások, és ajánlások a skizma felszámolására elérték Itáliát is. Az egyházszakadás felszámolása mellett állt ki a klérus, de a trónfosztással járó procedúrát Gergely, és XII. Benedek, avignoni pápa is helytelenítette. Ők a két egyházfő tárgyalásos megegyezésében látták a megoldást az egyház újraegyesítéséhez. Miután 1407-ben Gergely és Benedek találkozója meghiúsult, a kettészakadt klérus összefogott, és 1409-re zsinatot hívott össze Pisában. Baldassare a Párizsban tanult Pietro Philargitól, Milánó érsekétől értesült az egyetemi véleményekről, és hamarosan a pisai zsinat egyik legfőbb szervezőjévé vált. Elhagyta Gergelyt, mint a legtöbb bíboros, és a pisai dómban tartott ülésen ő is a két pápa lemondatására szavazott. A pisai zsinatot Philargi bíboros nyitotta meg, de később Baldassare vezette. Ő indította meg azt a pert, amelyben Benedeket és Gergelyt kiközösítették az egyházból, és megfosztották őket trónjuktól. A megüresedett pápai trónra pedig Baldassare nyomására megválasztották Philargi bíborost, aki felvette az V. Sándor uralkodói nevet.
Sándor szinte mindenben Baldassare javaslatait követte. Cossa bíboros mindenben támogatta II. Anjou Lajos trónharcait Lászlóval szemben, így Sándor is igyekezett Lajos kedvében járni. Sándor reményteljes megválasztása hamarosan eloszlatta a rózsaszín ködöt a szakadás végét és a reformok megindulását váró klérus előtt. A pisai pápát nem támogatta világi hatalom, ezért csak az egyház harmadik pápája vált belőle, elismert egyetlen egyházfő nem. Amikor 1410. május 3-án Sándor meghalt, XII. Gergely követei kérlelték a Bolognában összegyűlt bíborosokat, hogy ne válasszanak meg új egyházfőt, hiszen Gergely is zsinat előtt szeretné rendezni az egyházszakadást. De Cossa bíboros ekkor már a maga kezébe akarta venni az irányítást, ezért Firenze támogatását is felhasználva megnyitotta a konklávét, ahol a bíborosok egyöntetűen őt választották meg Sándor utódjának 1410. május 17-én. Május 24-én presbiteri rangra emelték, majd megkoronázták Cossa bíborost, aki felvette a XXIII. János uralkodói nevet.

## Pontifikátusa, amelyet zsinat adott és zsinat vett el

### János szövetségest keres
Amikor Cossa bíboros elfoglalta az egyház által elismert pápai trónt, több krónikás is úgy fogalmazott, hogy személyében egy ragyogó és lenyűgöző képességekkel rendelkező kalandor lépett a trónra. János ezer feladattal esett neki a pápai teendőknek, és elsősorban elődjének, V. Sándornak a pontifikátusán okulva, szövetségest keresett. János önmagáról is tudta, hogy az egyház általános elismerését birtokolva könnyen megnyerheti harmadik nevetőként a nyugati skizmát. A világi hatalom a nemzeti egyházak elismerése miatt hajlani fog a pisai pápa elismerésére, szemben a római XII. Gergellyel és az avignoni XIII. Benedekkel. János legfőbb célja tehát az volt, hogy trónja alatt egyesítse a katolikus egyházat. Koronázása után hamarosan megérkezett bolognai udvarába az első királyi követ, akit Zsigmond magyar király küldött hozzá, hogy az ország vallási ügyeit rendezze. Ez burkoltan azt jelentette, hogy Zsigmond Jánost ismerte el az egyház valódi fejének.
1410. május 18-án meghalt a Német-római Birodalom uralkodója, Rupert. Az összegyűlő választófejedelmek döntése alapvető fontossággal bírt a három pápa uralkodásában. XII. Gergely és János is Zsigmond mögé sorakozott fel, akit a birodalmi gyűlés július 21-én meg is választott Németország királyának. Az új német uralkodó és János kapcsolata a követváltás óta baráti volt, ezért a bolognai egyházfő kitörő örömmel és növekvő reményekkel fogadta a választás hírét. Zsigmondot Gergely is elismerte.
A német területeken kívül János Itáliát is maga mellé akarta állítani. Ennek csupán délen voltak ellenzői, ugyanis a nápolyi trónt László szerezte meg, aki Gergely támogatói között volt. János ezért minden támogatását II. Anjou Lajosnak adta, aki a trónért hadba indult László ellen. 1411 áprilisában János Lajos oldalán belépett Rómába, amely a László ellen viselt háború központjává vált. 1411. május 19-én Roccasecca mellett Lajos döntő győzelmet aratott László felett, de a háborút lezáró béke semmiféle eredményt nem hozott, amiben nagy szerepe volt annak, hogy Lajos a francia korona miatt hamarosan elhagyta Itáliát. A magára maradt Jánosnak menekülnie kellett az örök városból, és 1411. augusztus 11-én egyházi átokkal sújtotta a nápolyi uralkodót. Bolognába érve követeket küldött Lászlóhoz, és az átok visszavonása fejében hajlandó volt támogatni László uralmát. A nápolyi uralkodó végül elhagyta Gergelyt, és elismerte Jánost az egyház egyetlen fejének. A pápa cserébe 1412. október 16-án Nápoly királyának ismerte el Lászlót, támogatta őt Szicília elleni háborúiban, kinevezte őt a katolikus egyház gonfalonierének, azaz zászlótartójának, és még pénzt is küldött neki. Ezek tudatában János bizakodva tekintett a jövőbe, amelyben az egyház reformját egy egyetemes zsinat összehívásában látta.

### Konstanz árnyékában
János a pisai zsinat döntései alapján azon dolgozott, hogy az egyház megreformálására újabb zsinatot hívjon össze. Ezt 1412. április 29-ére hirdette meg, és a találkozó helyszínéül Rómát jelölte meg. Az év kezdetétől a nemzeti egyházak minden országban több zsinatot is tartottak, hogy felkészüljenek a meghirdetett római zsinatra. Ennek ellenére áprilisban annyira kevesen jelentek meg a gyűlésen, hogy János kénytelen volt elhalasztani azt. Többszöri halogatás után végül 1413 márciusában ült össze a zsinat, de az egyetlen fontosabb határozata John Wycliffe tanainak elítélése és eretneknek nyilvánítása volt. Ráadásul János Lászlóval szemben érvényesülő engedékeny politikája májusban oda vezetett, hogy a nápolyi király serege élén újra elfoglalta a római területeket. János bíborosaival együtt Firenzébe menekült, ahol a pápa végül úgy döntött, Zsigmond segítségét kéri a zsinat összehívásához. Zsigmond és János Comóban találkoztak, ahol megállapodtak a zsinat részleteiben. Eszerint Zsigmond felhívást tesz közzé az egyetemes kereszténység számára, míg János pápai bullát ad ki a zsinat összehívásáról. A gyűlést a Boden-tó északi partján fekvő Konstanzba hirdették meg 1414. november 1-jei kezdéssel. A zsinatot három fő téma köré építették fel:
- A nyugati egyházszakadás felszámolása.
- Az egyház reformja.
- A hitelvi zavarok tisztázása.

Ez utóbbi leginkább Zsigmond akaratára került fel a zsinat pontjai közé, és leginkább Husz János tanainak elítélése tartozott bele. A zsinat szervezése ekkor átcsúszott Zsigmond kezébe, és János csak a zsinat vezetésében kapott helyet. Emiatt a pápa gyanakodni kezdett, és többször érezte úgy, hogy nem látja át az uralkodó szándékait. A gyanú fellegei hamar elszálltak, amikor 1414. augusztus 6-án László váratlanul meghalt, így János újra visszatérhetett Rómába. A bíborosok kíséretében innen indult el október 1-jén Konstanzba. Ahogy közeledtek a zsinat helyszínéhez, János úgy vált egyre bizalmatlanabbá, így amikor Tirolon keresztül vitt az útja, szövetséget kötött Frigyes, osztrák herceggel, aki Zsigmond ellenfelének számított. János az egyház fővezérévé nevezte ki a herceget, amely évi 6000 gulden jövedelemmel járt. Ennek fejében Frigyes fegyveres védelmet garantált Jánosnak a zsinaton. Így érkezett meg Konstanzba október 29-én. 

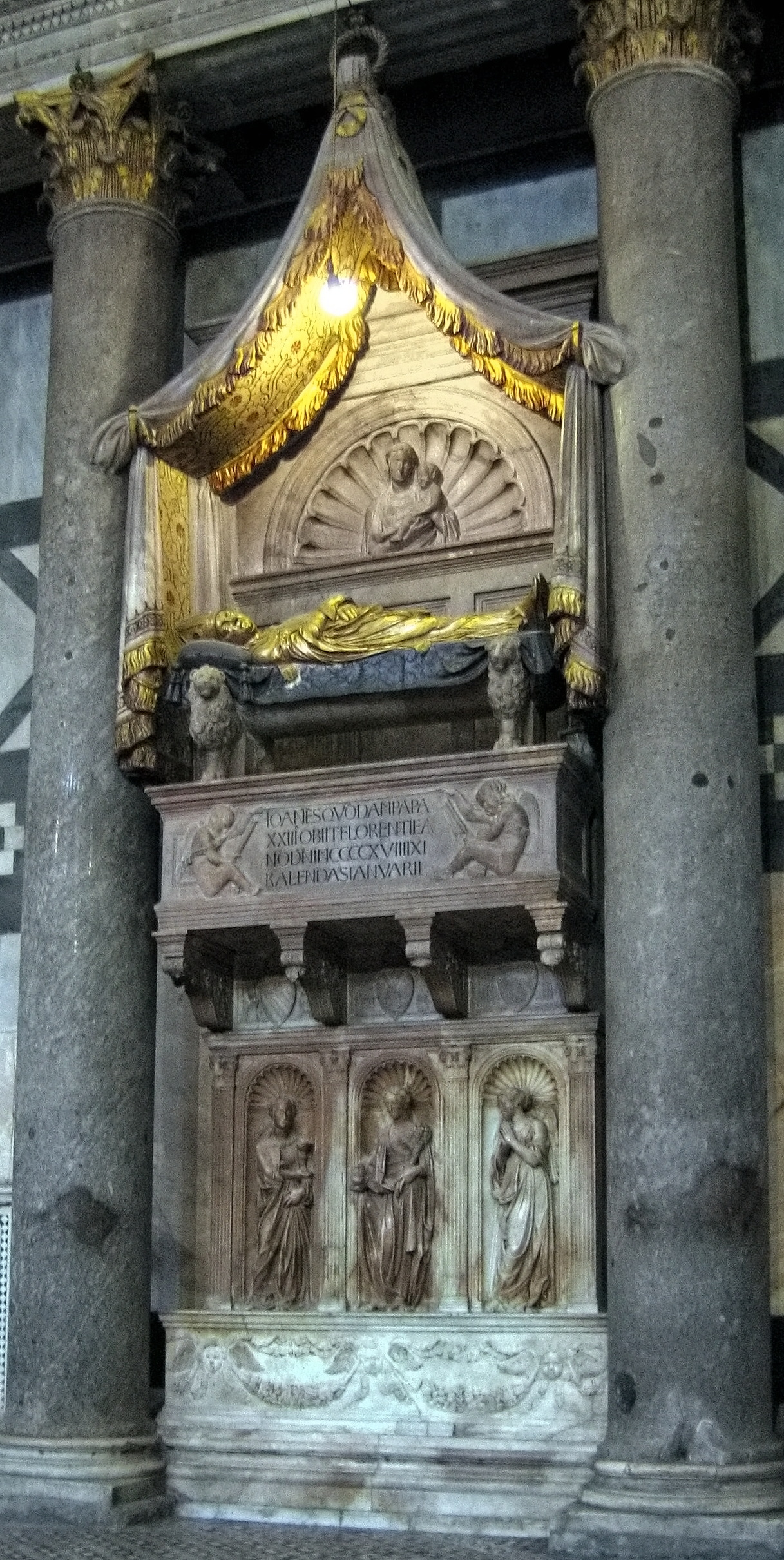
Donatello: János síremléke a firenzei Szent János-keresztelőkápolnában

1414. november 5-én János ünnepélyesen megnyitotta a konstanzi zsinatot, amely csak lassan indult be, de karácsony után már a történelem egyik legnagyobb létszámú zsinatai közé sorolták. Korabeli becslések szerint húszezer részvevő jelent meg a zsinaton. János elnökletével a hatalmas zsinat elkezdte tárgyalni az egyházszakadás kérdését, amely egyre mélyebb barázdákat húzott János tekintetén. A másik két pápa követeinek megérkezésekor Zsigmond Jánossal egyenrangúnak ismerte el őket, ami jelezte a pisai pápának, hogy az uralkodó és vele együtt az egész zsinat is csak egy pápaként ismerte el a háromból, és nem az egyetlen legitim egyházfőként. A konciliarizmus elvei alapján gondolkodó zsinat támogatta Zsigmond érvelését, amelyben az egyházszakadást csak mindhárom pápa lemondásával lehet felszámolni. 1415 elején ráadásul XII. Gergely jelezte, hogy hajlandó önként lemondani trónjáról. János előtt világossá vált, hogy tervei szertefoszlóban vannak, és 1415. március 2-án, a zsinat második ülésén a gyűlés előtt Jánostól ígéretet kényszerítettek ki az önkéntes lemondásra, amelyet hat nappal később egy bullában is megerősített. De János nem akart belenyugodni tervei összeomlásába, és ezért Frigyes segítségével március 20-án álruhában megszökött Konstanzból, és Schaffhausenbe menekült, és onnan Freiburgba, amely szintén egyik híve uralma alatt állt. Zsigmond fegyvereseivel gátolta meg a zsinat feloszlását, és hamar Jánosért küldetett, aki végül belátta veszett ügyét, és visszatért a zsinat elé, ahol perbe fogták. A vádak skizmatikusnak, eretneknek ítélték meg és erkölcstelen előélete miatt 1415. május 29-én megfosztották őt a pápai tróntól. János elismerte a konstanziak döntését, és Zsigmond ezek után a rajnai palotagróf gondjaira bízták a pisai pápát. A palotagróf János esküdt ellensége volt, így egy éven keresztül börtönből börtönbe záratta az egykori egyházfőt. Elsőként Rudolfzell, majd Gottlieben, Heidelberg és Mannheim börtönében raboskodott a trónfosztott pápa. Eközben 1417-ben a zsinat megválasztotta V. Mártont az egyház egyetlen pápájának, és ezzel Jánost felszabadította büntetése alól. 
Ennek ellenére csak 1418-ban engedte szabadon a palotagróf. 

Baldassare Márton elé járult, és elismerte őt egyházfőnek, így 1419. június 23-án a pápa Tusculum bíboros-püspökének tette meg. Hivatalát már nem tudta sokáig viselni, ugyanis a meggyötört és összetört Cossa bíboros december 22-én Firenzében meghalt. Síremlékét Cosimo Medici készíttette el, amellyel Michellozzót és Donatellót bízta meg. Az alkotás a firenzei dóm keresztelőkápolnájában áll.
János pontifikátusának jelentősége az őt követő évszázadok egyházfőinek névválasztásaiból is leszűrhető. A János név egészen XXIII. János pisai pápáig messze a legnépszerűbb név volt. Ellenpápákkal együtt huszonnégyen választották ezt a nevet, mégis Cossa bíboros után mintha minden pápa kerülte volna ezt a nevet. Ez egyszerűen azzal magyarázható, hogy maga az egyház sem tudta elhelyezni János pontifikátusát. A pápák közé vagy az ellenpápák sorába tartozásról évszázadokon át heves vita zajlott, amelyet végül XXIII. János pápa zárt le, aki csak 1958-ban lépett a pápai trónra. A névválasztáskor a XXIII. sorszámot választotta, amellyel lezárta Cossa bíboros megítélésének vitáját is. A hivatalos vatikáni álláspont szerint XXIII. János ellenpápa volt.